# Tomoki Iwata
Tomoki Iwata (jap. 岩田智輝, Iwata Tomoki; * 7. April 1997 in Usa, Präfektur Ōita) ist ein japanischer Fußballspieler.

## Karriere

### Verein
Tomoki Iwata erlernte das Fußballspielen in der Jugendmannschaft von Ōita Trinita. Der Verein aus Ōita, einer Hafenstadt in der Präfektur Ōita, spielte in der zweithöchsten Liga des Landes, der J2 League. Ende 2015 musste er mit dem Club den Weg in die Drittklassigkeit antreten. 2016 wurde er mit Ōita Meister der J3 League und stieg direkt wieder in die zweite Liga auf. Die Saison 2018 schloss der Verein als Vizemeister ab und stieg somit in die erste Liga auf. Nach insgesamt 89 Erst- und Zweitligaspielen wechselte er im Januar 2021 zum Erstligisten Yokohama F. Marinos nach Yokohama. Am Ende der Saison 2022 feierte er mit den Marinos die japanische Meisterschaft und wurde der J.League Most Valuable Player.
Im Januar 2023 wechselte Iwata zunächst per Leihe zum schottischen Verein Celtic Glasgow. Am Ende der Spielzeit 2022/23 bestand eine Kaufpflicht des Spielers. Nach einer Saison bei Celtic, wechselte er im August 2024 zum englischen Drittligisten Birmingham City.

### Nationalmannschaft
Tomoki Iwata spielte fünfmal in der U18 und siebenmal in der U19–Nationalmannschaft. Seit 2019 spielt er für die japanische Fußballnationalmannschaft. Sein Länderspieldebüt gab er am 21. Juni 2019 eine einem Spiel der Copa América gegen Uruguay in der Arena do Grêmio in Porto Alegre.

## Erfolge
Ōita Trinita
- Japanischer Drittligameister: 2016  ▲

- Japanischer Zweitligavizemeister: 2018  ▲

Yokohama F. Marinos
- Japanischer Meister: 2022

Celtic Glasgow
- Schottischer Meister: 2023, 2024
- Schottischer Pokalsieger: 2023, 2024
- Schottischer Ligapokal: 2023

## Auszeichnungen
J. League
- Spieler des Jahres: 2022